# Brunfelsia
Брунфельзія (Brunfelsia) — рід квіткових рослин родини Пасльонові (Solanaceae). Чагарники і невеликі дерева родом з тропічних регіонів Нового Світу.

Карл Лінней назвав рід в честь німецького травника Отто Брунфельса (1488—1534).

## Опис
Більшість видів — чагарники 2-3 м заввишки, деякі — дерева до 10-12 м (брунфельзія американська, Brunfelsia jamaicensis, Brunfelsia lactea), інші — навпаки невеликі, не більше 1 м заввишки (брунфельзія широколиста). Дорослі рослини з розвиненим стрижневим коренем, іноді розгалуженим. Як правило, голі рослини, молоде листя, гілочки і бутони можуть бути опушені.
Ряд видів роду, зокрема, Brunfelsia grandiflora і Brunfelsia uniflora, додаються в традиційний галюциногенний напій аяваска.
Брунфельзії володіють нейротоксичною дією, можуть викликати сильні отруєння худоби. Основна токсична речовина — брунфельзамідин, похідна пірола і ґуанідина.

## Синоніми
- Brunfelsiopsis (Urb.) Шаблон:Post & Kuntze, 1903
- Franciscea Pohl, 1826